# Övervakningsfartyg 320-serien
Övervakningsfartyg 320-serien är en serie medelstora överbevakningsfartyg för Kustbevakningen i Sverige. Sju fartyg beställdes 2022 från Damen Shipyards Group i Nederländerna för leverans 2024.
320-serien ska ersätta de ursprungligen elva, 20 meter långa övervakningsfartygen i 301-serien, som levererades 1993–1997 av Karlskronavarvet.
Fartygen byggs i kolfiberkomposit och är därmed lättare än föregångarna. Längden är 26,75 meter och bredden 6,4 meter. De utrustas med tre Volvo Penta dieselmotorer och propellerdrift, vilket ska ge en marschfart på 25 knop. Deplacementet är 53 ton.
Fartygens besättning är fyra personer. De nya båtarna kan också genomföra mer av miljöskyddsuppdrag än de fartyg de ska ersätta.